# Нимме Юнайтед
«Нимме Юнайтед» (ест. Jalgpalliklubi FC Nõmme United) — естонський футбольний клуб з міста Таллінн. Клуб заснований у 2000 році, і з 2024 року виступає в Мейстрілізі, найвищій футбольній лізі Естонії. Команда грає на стадіоні «Мянніку». Президентом клубу є Март Поом, клуб відомий своєю сильною молодіжною системою.

## Історія
Клуб був заснований у 2000 році Енном Лугом, і спочатку називався «Еліон», а в 2006 році назву клубу змінили на «Нимме Юнайтед». З перших років існування клубу велий внесок у його розвиток зробив Март Поом, який на той час грав у англійській Прем'єр-лізі. Після того, як Поом закінчив виступи на футбольних полях, було засновано «Mart Poomi Jalgpallikool» (Футбольна школа Марта Поома), яка почала діяти як академія клубу «Нимме Юнайтед».Клуб швидко зарекомендував себе як одна з провідних молодіжних академій країни. У 2018 році воротар Карл Гейн вступив до академії клубу «Арсенал», і дебютував у першій команді 9 листопада 2022 року, ставши другим естонцем, який грав за «канонірів», після президента клубу Марта Поома.
Зайнявши перше місце в естонському третьому дивізіоні Есіліга B у 2019 році, клуб отримав підвищення до Есілііги. Після сезону 2022 року головним тренером клубу став Володимир Васильєв, і «Нимме Юнайтед» поставив за мету підвищення до Мейстріліги протягом наступних 3 сезонів. Команді вдалось це за один сезон, оскільки клуб завершив сезон Есіліги 2023 року на першому місці з 90 очками. Після закінчення сезону Васильєв виїхав за кордон, а «Нимме Юнайтед» призначив фіна Яні Сараярві головним тренером у своєму дебютному сезоні у вищому дивізіоні Естонії.

## Стадіон
Домашнім стадіоном клубу «Нимме Юнайтед» є стадіон «Мянніку», який є частиною бази клубу — футбольного центру «Мянніку», розташованого за адресою Võidu 16, Нимме, Таллінн. Крім натурального трав'яного покриття, на території комплексу є футбольне поле зі штучним покриттям (90 × 60 м), на якому в зимові місяці встановлюється повітряний купол. Взимку та на початку весни «Нимме Юнайтед» проводить свої домашні матчі на «Спортленд Арені».

## Титули
- Переможець Есілііги (1): 2023